# Касје
Касје (фр. Cessieu) насеље је и општина у источној Француској у региону Рона-Алпи, у департману Изер која припада префектури Ла Тур ди Пен.
По подацима из 2011. године у општини је живело 2660 становника, а густина насељености је износила 185,37 становника/km². Општина се простире на површини од 14,35 km². Налази се на средњој надморској висини од 309 метара (максималној 510 m, а минималној 278 m).

## Демографија
| 1962. | 1968. | 1975. | 1982. | 1990. | 1999. | 2011. |
| ----- | ----- | ----- | ----- | ----- | ----- | ----- |
| 1.343 | 1.609 | 1.610 | 1.682 | 2.025 | 2.112 | 2.660 |

График промене броја становника у току последњих година